# Walle Söderlund
Walle Söderlund, född Johan Erik Walfrid Söderlund 12 april 1915 i Kungsholms församling i Stockholm, död 27 april 2007 i Högalids församling,  var en svensk dragspelare och kompositör.

## Biografi
Söderlund slutade skolan som 15-åring, och hade olika tillfälliga arbeten innan han blev heltidsmusiker 1933. Han blev en av de mest kända dragspelarna i Sverige under 1940-talet, och var också känd för sin musikaffär i Stockholm, "Walle Söderlunds Musik", som han drev under många år. Han var en mycket anlitad studiomusiker, och grundade 1950 en dragspelsstudio i anslutning till sin musikaffär, där det gavs undervisning i både dragspel och gitarr av olika lärare. 
Han var medlem i orkestern Tobis and his Gauchos under dess existens 1938–1950, och var under många år även medlem i Accordion Clubs orkester.

## Filmmusik
- 1953 – Sommaren med Monika

## Utmärkelser
- 1989 – hedersmedlem i Sveriges Dragspelares Riksförbund [4]